# يو إس إس ميزوري (1841)

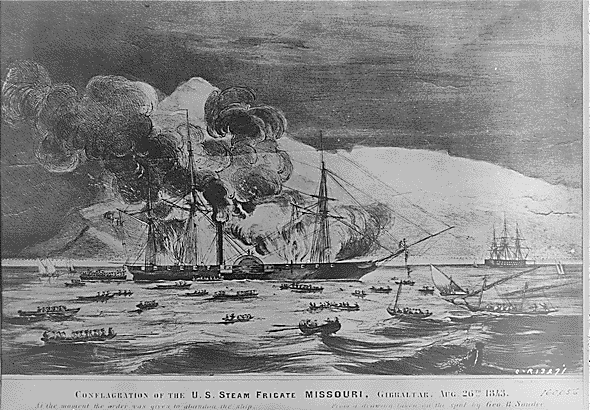
رسم يبين احراق سفينة يو إس إس ميسوري

يو إس إس ميسوري (بالإنجليزية: USS Missouri) ، هي سفينة عسكرية أمريكية بنيت عام 1841م، ولها 10 مدافع لحماية السفينة، وتعرضت للهجوم من قبل البحرية البريطانية بتاريخ 27 أغسطس عام 1842م.

## مصدر
1. ↑  USS Missouri (1841) - Wikipedia, the free encyclopedia[الإنجليزية]